# Historia y relaciones interétnicas de los bubis y los fang

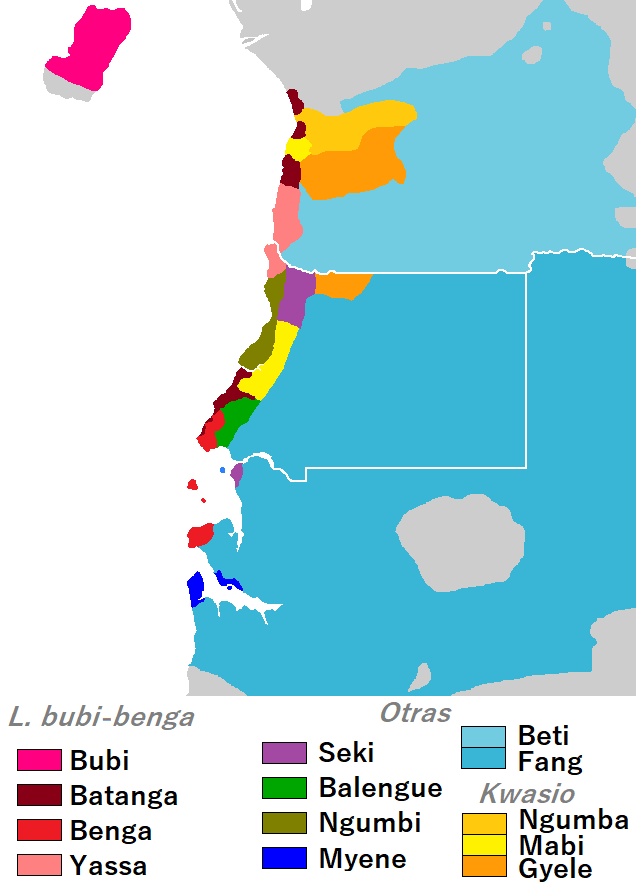
Lenguas africanas de Guinea Ecuatorial y su entorno.

En la República de Guinea Ecuatorial se encuentra un conglomerado de etnias africanas que han interactuado a lo largo de su historia de muy diversas maneras, con sus consecuentes resultados políticos, económicos y sociales. Los fang son la comunidad mayoritaria en el país, aunque los bubis predominan en Bioko. Pese a poseer un dispar devenir a lo largo de su formación como grupo étnico, ambos pueblos entrarían en contacto directo a partir de la irrupción de los europeos en la región.
El pasado colonial de Guinea comienza con la llegada de los portugueses a la isla de Bioko, a la que llamarían Fernando Poo; posteriormente, esta isla y el resto de Guinea Ecuatorial pasaría a formar parte del Imperio español, ocupando España en la mitad del siglo XIX los territorios que hoy forman el país. El hecho de que Guinea Ecuatorial esté formada por una parte de territorio continental y otra insular, dos realidades bien distinguidas, ha significado que el conjunto de la población esté formado por disímiles etnias, lo que ha dotado al país de un gran mestizaje cultural, con variedad de lenguas, costumbres y de expresiones artísticas. No obstante, también esa variedad étnica ha ocasionado conflictos interétnicos que perviven desde la etapa colonial hasta nuestros días.

## Origen y localización de ambas etnias (dualidad isla-continente)

### Ubicación geográfica
Guinea Ecuatorial es un reducido Estado costero ubicado en la región del África central. La realidad del país está determinada por la patente dualidad del territorio, puesto que se compone por superficie continental (región de Río Muni) y una serie de islas, entre las que destaca Bioko (antigua Fernando Poo), Corisco, Annobón, Elobey Grande y Elobey Chico, más varios pequeños islotes. Se encuentra delimitado al norte por Camerún y en la frontera sur por Gabón. Asimismo, en lo referente a la orografía, se aprecia un relevante contraste entre las llanuras de su franja litoral y lo relativamente montuoso y abrupto que se vuelve el terreno a medida que nos adentramos hacia el interior. Su especial situación en el golfo de Biafra ha provocado que su ecosistema social haya estado estrechamente vinculado al océano Atlántico y las dinámicas que en él han acontecido, intensificándose durante los últimos siglos a través del contacto con las potencias occidentales.
En origen, para estos territorios encontramos una diversa reunión étnica, sobresaliendo el pueblo fang puesto que es la comunidad mayoritaria en el interior continental, ocupando gran parte de Guinea Ecuatorial y las zonas limítrofes de Gabón y Camerún. Del mismo modo, la zona costera está constituida por distintos grupos culturales minoritarios, tales como los bissio, ndowe y demás pueblos playeros, que han sido empujados progresivamente de áreas interiores hacia el mar, a medida que los fangs se expandían por la región interna del país. Con respecto a la isla volcánica de Bioko, la etnia autóctona y predominante demográficamente es la bubi, un grupo cultural formado en la propia ínsula a partir de la paulatina llegada de migrantes procedentes del África continental a lo largo de diferentes siglos.
En la actualidad, sigue existiendo una distribución similar a la de época precolonial, siendo los fangs la comunidad mayoritaria en la parte continental de Guinea Ecuatorial, y los bubis en Bioko. No obstante, los diferentes fenómenos migratorios, tanto los violentamente forzados como los de carácter voluntario, de las etnias antes mencionadas y de otras oriundas de otros países africanos, han ido modificando el plano poblacional para dar lugar a una mayor mezcla con la presencia de etnias continentales en las plataformas insulares y viceversa.

### Procedencia de un mismo tronco común: gentes de habla bantú
Aunque la llegada de los fangs y de los bubis a los actuales territorios de Guinea Ecuatorial se produjo en distintas épocas y de modos dispares, se pueden contemplar algunos elementos comunes en los periplos de ambas etnias hasta su llegada a los territorios que hoy habitan. El principal rasgo compartido es que ambas proceden de las gentes de habla bantú.
Los recientes estudios lingüísticos, antropológicos y genéticos han ido demostrando que tanto el grupo fang como el bubi tienen como antepasados comunes a las gentes de habla bantú procedentes del área Nigeria-Camerún. Ello no pretende confirmar que estemos ante una homogeneidad étnica ya que son comunidades diferentes en sus formas de vida, morfología, convicciones y actitudes, pero sí coinciden en algunos aspectos culturales de antiquísima tradición y en la raíz de sus respectivos idiomas.
Por un lado, para autores como el clérigo Amador Martín del Molino, los bubis constituyen una de las comunidades más antiguas del tronco bantú: “probablemente su conexión habría que buscarla con pueblos desaparecidos de las montañas de Camerún, de capas anteriores a las inmigraciones de los semi-bantú”; esto se pone de manifiesto dado que la etnia pertenece a la “civilización del ñame”, una de las pretéritas ramas de los bantúes. Por ese argumento, la historiografía ha considerado a los bubis como uno de los pueblos más puros del África subsahariana, refiriéndose a que han podido permanecer al margen de muchos influjos externos y de elementos foráneos que pudieran viciar su primigenia cultura. El motivo de esta situación se debe a su carácter insular pues le ha aportado cierto aislamiento respecto a los grandes movimientos de personas e ideas que circulaban por todo el continente africano, y gracias a la relativa incomunicación, la lengua bubi es una de las más antiguas procedentes de los dialectos bantúes. También, en sus ritos y estructuras sociales se evidencia un cierto carácter elemental muy en sintonía con las costumbres de los bantúes. Además, desde el punto de vista anatómico, son visibles atributos arcaicos en su físico, comunes a toda la raza bantú, aunque con leves modificaciones propias de los procesos de endemismo por mor del síndrome de la isla.
Por otro lado, pese a que aún se desconoce el origen exacto del pueblo fang, es seguro que ha sufrido profundas transformaciones socioculturales debido a las permanentes migraciones que la etnia ha emprendido hasta llegar recientemente a su actual ubicación, pervirtiéndose la esencia primigenia en muchas facetas de su peculiar idiosincrasia. No obstante, los análisis lingüísticos asumen a la lengua fang como heredera de las gentes de habla bantú; también, en varias cuestiones como el estilo de sus relatos y en sus mitos de origen son notorias diversas reminiscencias del pasado bantú. Por este dualismo, las investigaciones de algunos autores atribuyen fenómenos de vaivenes culturales, bantuizándose o desbantuizándose, a esa misma trashumancia que caracteriza a los fangs y que les lleva a relacionarse con numerosas tribus y cambiantes panoramas.

### Fundación de las etnias: entre la realidad y el mito
La problemática que presenta buscar la génesis de estas dos etnias, la bubi y la fang, radica en que la mayor parte de las referencias están compuestas por las fuentes orales de los ancianos, y por testimonios y monografías de época colonial: esto hace que los datos estén cargados de connotaciones subjetivas, ya sea porque se encuentran impregnados de tintes legendarios y religiosos, o porque están enfocados desde la perspectiva del colonizador. No obstante, de la comparación de ambos tipos de fuentes se puede extraer conclusiones bastante llamativas y esclarecedoras como las siguientes:
Etnia bubi
El origen de lo que se conoce como pueblo bubi se encuentra en la gradual acumulación de oleadas démicas que fueron arribando a Bioko durante varios siglos, partiendo del mismo emplazamiento geográfico (Nigeria-Camerún), lo que explica la uniformidad identitaria a la hora de constituirse como una etnia homogénea. El registro arqueológico, confirma que los bubis ya conocían las prácticas agrícolas antes de su arribada a la isla. Se desconoce el itinerario precedente, pero las hipótesis más actualizadas apuntan a que la estancia inmediatamente anterior al salto insular fueron las costas camerunesas. Además, las primeras oleadas, según algunos autores, deben remontarse a más de 2000 años de antigüedad, estando protagonizada por los biadda o riabba; a estos les siguieron más expediciones formadas por boloketos, baho, bariobe, y otros grupos clánicos o familias pertenecientes a la rama bubi. Finalmente, se constatan hasta cuatro grandes migraciones que fueron poblando la ínsula de norte a sur. Cabe destacar que la última de ellas, formada por los batete, se produjo entre los siglos XV-XVI, cuando Fernando Poo ya había sido descubierta por los portugueses. Aunque la datación aproximada sigue siendo una cuestión muy debatida, lo que sí parece demostrado es que la comunidad bubi fue la primera en poblar la isla, habitándola mucho tiempo antes de la llegada de los primeros europeos. Estas tribus, que harían de Bioko su hogar, bautizaron a la isla como etul.la, echul.la, sichul.la, o situl.la.

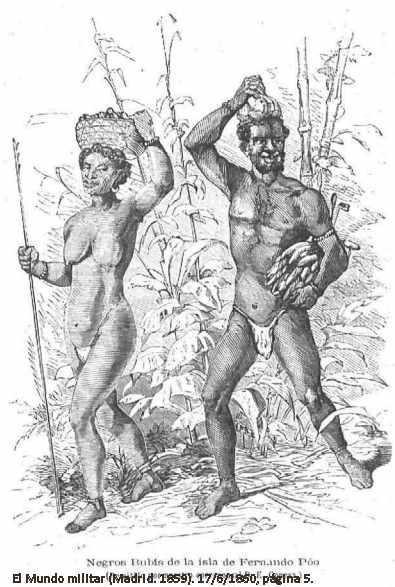
Representación de una pareja de bubis (1860)

Con respecto a la razón que motivó a los bubis a cruzar el océano hasta llegar a Bioko, la historiografía ha tomado dos vertientes que pueden ser complementarias entre sí: la primera teoría argumenta que los bubis fueron presionados por otras tribus del continente y se vieron obligados a emigrar en cayucos hacia el territorio insular, huyendo de invasiones, conflictos y de la esclavitud africana; en cambio, la segunda teoría resta relevancia a las acciones externas y explica que no fueron necesarios episodios de violencia para que los clanes bubis colonizaran la isla, ya que Bioko es visible desde el continente y las emigraciones se debieron a procesos naturales e intrínsecos de las tribus, como el crecimiento demográfico y la búsqueda de nuevos recursos. Sin embargo, los últimos estudios han apostado por la combinación de ambos razonamientos debido a que pueden confluir causas externas e internas a los propios clanes, y no sería adecuado aglutinar a todas las emigraciones en una misma justificación pues los contextos son cambiantes desde la primera oleada a la cuarta.
Empero, pese a que los análisis científicos hayan demostrado el anterior proceso configurador del pueblo bubi, es preciso atender a las propias explicaciones mítico-religiosas que los bubis argumentan sobre su origen. Una de las leyendas alude a una pequeña chalana o cayuco que emplearon para zarpar desde Río Campo (fronterizo entre Camerún y Guinea Ecuatorial) hasta su destino isleño. En recuerdo a esta travesía, el clan batete festeja una ceremonia y romería en la que transportan una canoa.
También, hay otro mito fundacional que apunta a un periplo iniciado en un desconocido lugar de África desde donde, debido a los enfrentamientos con otras comunidades negras, deciden marcharse en busca de un fértil paraje en el que vivir en libertad. El camino que debían seguir estaba indicado los espíritus bubis, hasta llegar al litoral de Camerún, donde esperaron una señal divina que les mostrara su último destino; mientras ellos construían cayucos o biatto para disponerse a surcar el Océano, y preparaban el utillaje que se llevarían a su nuevo hogar (herramientas, materiales de pesca…). Ese milagro se presentó en forma de una gigantesca columna de humo, denominada e-rí, que les avisó que debían partir. La leyenda cuenta que, durante todo el viaje, los bubis estaban dirigidos por dos hermanos, pero antes de llegar a la isla ambos acordaron que el primero que tocara tierra con sus pies se convertiría en el rey. Al llegar a Bioko, el hermano menor corrió tierra adentro, y el mayor se quedó en la costa; así ambos se convirtieron en entidades divinizadas: el primero en el señor de la isla y el segundo en el guardián del mar que la rodeaba, estipulando que ni ellos ni su descendencia pudieran ocupar los dominios del otro.
Etnia fang
El recorrido de la etnia fang fue aún más entramado pues es un pueblo acostumbrado a las constantes migraciones y que se estableció en los actuales territorios de Guinea Ecuatorial muy tardíamente, siendo el último pueblo africano en asentarse en dicha región. Aunque se desconoce con exactitud, se piensa que los fangs comenzaron su ruta hacia el mar, seguramente en busca de sal, en el siglo XVI-XVII desde el sur de Sudán, penetrando en el Congo y siguiendo los cursos de los ríos Ubangui y Chari hasta llegar a Gabón y Camerún respectivamente. Desde estos dos flancos, los fangs accedieron a Río Muni desde el sur en 1865 y desde el norte en unos años más tarde, sirviendo este hecho para que varios historiadores hicieran una distinción de la etnia fang en dos grandes subgrupos, atendiendo a su procedencia norte o sur. Estas circunstancias hacen que no existan referencias a los pueblos fangs en las descripciones de los españoles y portugueses durante los siglos modernos.
Tradicionalmente, se ha dado un argumento general para aclarar cómo las actitudes expansionistas fang dieron tan buenos resultados con una asombrosa rapidez. La justificación es su mayor desarrollo social y organizativo, además de su famoso carácter guerrero, como queda patente en las descripciones que el expedicionario Manuel Iradier hace de ellos, que les permitieron eliminar cualquier resistencia, absorbiendo de manera eficaz los territorios conquistados. Una vez habían penetrado en Guinea Ecuatorial, comenzaron a empujar a las pequeñas y desarticuladas tribus nativas hacia la costa, dando lugar al mapa étnico que podemos contemplar hoy en día. Asimismo, su reciente llegada es utilizada por el resto de etnias ecuatoguineanas para acusarlos de invasores.
Los fangs, o pamues para los españoles, tienen la temática de los grandes ríos como materia recurrente en sus mitos de origen, describiéndose como fronteras que cortan el paso y que únicamente pueden ser cruzadas por un enorme cuerno “bienhechor” que une las dos riberas. De esta manera se observa como la realidad y el mito se mezclan, entrelazando los ríos que se encontraron en su periplo con la fantasía del destino que les permitió llegar a su ubicación actual. Además, esto se halla en estrecha relación con la vinculación que el pueblo fang ha tenido durante toda su historia a los cauces fluviales como vías donde practicar el comercio, relacionarse con otras culturas…; no obstante, es necesario señalar que no se desplazaban navegando por los ríos, sino que seguían sus orillas a pie hasta llegar a las desembocaduras.

## Tipo de sociedad: características culturales y formas de organización

### Formas de adaptación al medio
Antes de estar influidos por los elementos externos que conllevan los contactos con los europeos, los fangs y los bubis debían hacer uso de los materiales que la naturaleza les ofrecía y encontrar las soluciones a sus problemas en esos propios entornos:
Al encontrarse en un ambiente insular, los bubis tuvieron que adaptar sus sistemas de producción y relaciones sociales a la capacidad de carga que soportaba Bioko, reestructurando sus modelos de comportamiento y transformando el paisaje para un mejor aprovechamiento en estas singulares condiciones. Estos procesos adaptativos son visibles en las actividades de producción, encaminadas a garantizar la supervivencia de la comunidad. La agricultura era el sector que más población bubi ocupaba, siendo de carácter trashumante y por lo tanto necesitando nuevas tierras para mantener el rendimiento de los cultivos; el máximo desarrollo que consiguieron hasta la llegada de los primeros navegantes portugueses es un nivel evolutivo neolítico con una agricultura de tala, quema y barbecho. Asimismo, en torno a la rudimentaria agricultura se fueron configurando progresivamente asentamientos sedentarios, cobrando sentido la propiedad (diferenciada entre la mística y la de tipo material a modo de usufructo) y se definieron los roles del trabajo en función del sexo y la edad. Los principales cultivos eran el ñame y la malanga, añadiendo el plátano, según algunos autores como Edmundo Sepa Bonaba. También, acompañaban su dieta de los frutos obtenidos por la recolección silvestre, la caza y la desarrollada labor pesquera a través de trampas. En todas las actividades productivas, los bubis tenían presente que la isla no era suya y por lo tanto le agradecían los alimentos que la naturaleza les proveía, ejecutando todo tipo de rituales y ceremonias. Otro elemento a tener en consideración es que, para los bubis, uno solo poseía en propiedad lo que era resultado de su propio trabajo, lo que puede explicar el surgimiento de algunos problemas cuando se implanta el sistema de explotación colonial.
Para Carlos Crespo Gil Delgado, la sedentarización de los bubis fue un proceso forzado al encontrarse frente a las limitaciones del lugar y la imposibilidad de recurrir a la continua explotación del suelo sin atenderle cuidados como el abonado. De esta manera se fueron perfilando las aldeas y las características empalizadas que las rodeaban.
En su ecosistema selvático y abrupto del interior de Guinea Ecuatorial, los fangs también debieron amoldarse a las circunstancias del momento. Empero, la diferencia que existe con respecto a los bubis es que cuando los fangs se establecieron en la región, ya era notable la presencia colonial y las influencias europeas: por ejemplo, las etnias playeras (bissio, ndowe, etc.) eran utilizadas por el aparato colonial para dominar a las poblaciones fang. No obstante, al igual que los bubis, los fangs emplean una agricultura de tipo trashumante como actividad principal, aunque destacan también por sus habilidades cazadoras, sobre todo de grandes piezas como elefantes y gorilas, gracias a diferentes tipos de lazos y trampas que forman parte de su cultura, transmitiendo esos conocimientos de generación en generación. Hasta la consolidación del contacto con los europeos, esta etnia no desarrolló el concepto de vivienda estable pues sus costumbres, reciente llegada a Guinea y los modos de vida nómada impedían que se asentara definitivamente en un determinado lugar.

### Manifestaciones religiosas y artísticas
A pesar de que en la actualidad siguen perviviendo algunas reminiscencias de la primigenia religión de los fangs y de los bubis, es preciso señalar que los intensos procesos de evangelización y aculturación que tuvieron lugar durante la época colonial han provocado fenómenos de sincretismo y abandono de algunos elementos, perdiéndose la ortodoxia original. No obstante, varias de las manifestaciones religiosas y artísticas que tuvieron estas etnias son:
La religiosidad de la etnia bubi era asaz notoria y se evidenciaba en todas las facetas de la vida. Es imposible comprender sus actuaciones sin atender a los matices religiosos que las impregnan. Desde el inicio, los bubis consideran a Bioko como un regalo de los dioses y que ellos eran el pueblo elegido para poblarla y disfrutar de sus bondades, adquiriendo el paisaje unas profundas connotaciones sagradas. Por este motivo, los ritos de agradecimiento, los de carácter estacional y los de fecundidad, así como las normas y restricciones para acceder e impurificar determinadas zonas…, eran elementos constantes e inherentes a la cultura bubi: la pretensión última era mantener la armonía natural. Toda la teoría y parafernalia religiosa anterior puede ser entendida como un mecanismo de adaptación al entorno insular con el objetivo de no agotar los recursos que les garantizaban la subsistencia en ese lugar donde han permanecido alejados de influjos exteriores durante siglos. Pese a la importancia que les otorgaban a los espíritus y a los protectores naturales, la cultura bubi era monoteísta, es decir, profesaban la fe en un solo dios, siendo este un deus otiotus.

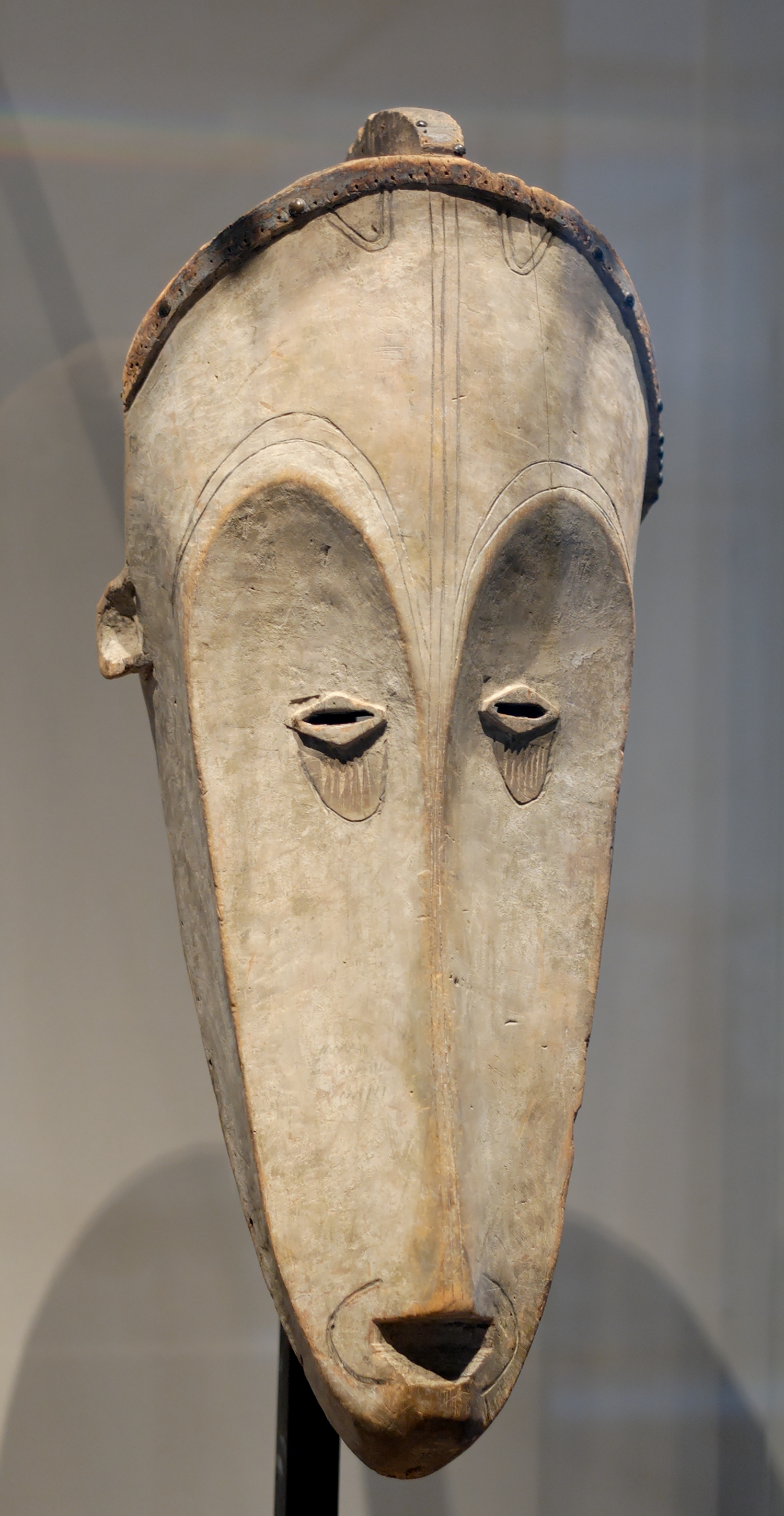
Máscara fang

Entre sus espacios de culto destacaban: el Ê si karichobbo era el lugar donde se guardaban las reliquias del linaje y hacía las funciones de un pequeño santuario controlado por el patriarca en el que se celebraban las ceremonias que vinculaban al círculo familiar, solo participando personas ajenas al núcleo si habían sido invitadas expresamente; el Ô bosila ó Muambo era el lugar donde residían los espíritus y se prohibía la estancia, solo pudiendo acudir a consultar a los seres del más allá a modo de oráculo; por último, el Ë Rojia era el templo donde los sacerdotes realizaban la mayoría de los rituales, destacando que cada sacerdote debía portar una llama de fuego que simbolizaba al espíritu que le poseía. Asimismo, son múltiples y muy diversos los ritos que realizaban, correspondiendo a conmemoraciones especiales, ritos de paso o por motivos de protección, matrimonios, etc.
Se debe encuadrar a las expresiones artísticas, ya sea materiales o abstractas, dentro de este mundo mágico-religioso pues en muchas ocasiones se acompañaban las ceremonias con actos de canto, danzas, iconografía diversa y demás muestras religiosas. La artesanía de los amuletos era de una considerable relevancia para los bubis, esencialmente de figurillas como diminutos remos y cayucos que aluden a su constante asociación al mar y a su llegada a Bioko. También, es muy llamativo el Kachá, una danza típica en la que se baila a la par que se cantan y relatan unas proezas, guerras y acontecimientos según los cuales el baile es de una manera u otra, siendo la percusión (por medio de palmadas o un cencerro) un sonido fundamental en estas celebraciones.
En cambio, los fangs poseían una religión politeísta, con expresiones ceremoniales menos desarrolladas que los bubis. A esta razón, más que la religión, lo que tiene un papel protagonista entre los pueblos fangs es la brujería y la magia, convirtiéndose en uno de los ejes fundamentales de su cultura. También, las técnicas adivinatorias, el controvertido embueti, las actividades de los curanderos y el consumo de sustancias alucinógenas ocupan notablemente la religión profesada por los fangs, la Bwiti. Uno de los aspectos más singulares de la religión fang es la creencia en la “fuerza de organización”, una energía creada por el dios supremo que permite que el universo pueda desarrollarse sin la necesidad de intervención divina, siendo esta fuerza la propia acción de la naturaleza. Esta “fuerza de organización” reside en lo simbólico de la materia, siendo por ejemplo el cráneo fundamentalmente el que más “fuerza” contiene. En cuanto a su artesanía, en la cultura fang sobresale el trabajo escultórico en marfil y en hierro, así como en la recurrente elaboración de llamativas máscaras de madera con un tranquilo semblante. Los bailes y cantos también forman parte esencial del folclore de este pueblo.
Muchos de estos ricos elementos culturales, tanto de los bubis como de los fangs, fueron desapareciendo por la implantación del cristianismo como religión oficial en la etapa colonial, siendo los posteriores gobiernos independientes herederos de esa intolerancia religiosa al prohibirla por acusaciones como la brujería y la antropofagia.

### Estructuración clánica y familiar
Aunque la evolución fue paulatina, algunos autores como el sacerdote claretiano A. Aymemí han comparado el grado de organización sociopolítica y desarrollo de las instituciones bubis al de las monarquías feudales europeas. A la llegada de los colonizadores españoles, la sociedad bubi estaba estructurada en torno a una monarquía y sus representantes delegados por toda la isla de Bioko, a modo de nobleza vasalla del rey. Asimismo, el monarca llegó a tener un cuerpo consultivo formado por “señores” laicos y por sacerdotes que le asesoraban en las situaciones que se precisaran. A su vez, esta nobleza y clero también estaban estructurados según el estatus socioeconómico y la cercanía que se tuviera respecto al monarca. Además, habían configurado con código civil, religioso y militar basado en la tradición. La sociedad estaba dividida en distintos clanes y con consolidada jerarquización, donde el poder del linaje era muy importante para la ubicación social.
Con respecto a la familia, en la antigüedad bubi estaba totalmente aceptada la poliginia, constituyéndose familias nucleares extensas (un hombre, todas las mujeres que pueda mantener y la numerosa descendencia, más algún posible familiar anciano o enviudado). Desde el punto de vista antropológico, es una familia matrilineal, o sea, está basado en la línea de ascendencia materna. Asimismo, es de tipo patrilocal ya que la mujer debía partir para casarse con un varón de otra familia y fundar con ellos su nuevo hogar, sino incurriría en prácticas incestuosas y castigadas por la comunidad.
Entre las principales características del matrimonio bubi está su carácter exogámico para evitar la consanguinidad y por lo tanto el viciado genético, algo imperativo si se vive aislado en una isla. Para la celebración de las nupcias era preciso la existencia de una dote o enahi itori. A grandes rasgos, el matrimonio bubi consta de tres fases cargadas de gran formalismo: el botako (estadio donde se conocen los novios, se informa a los padres del novio y luego se le comunica a la familia de la novia), el esaha (se acepta oficialmente el noviazgo y ambas familias lo celebran en la casa de los padres de la novia) y el e aupala a baka (pasados unos meses, se realiza la ceremonia del matrimonio, se hace una primera celebración en casa de los familiares de la novia y por último, los padres de ella la entregan en la casa de su marido, celebrando otra fiesta).
En la disposición clánica de los fangs es apreciable que sus estructuras son de índole más tribal, no llegando a forjar instituciones tan complejas como los bubis. Los jefes de los distintos clanes, denominados Nsue, agrupan bajo su dominio a todos sus descendientes, conformando linajes de grandes familias.
La estructuración familiar fang también posee varios elementos similares a los bubis y otros no. La filiación es transmitida por la vía paterna, por lo tanto, es una etnia patrilineal, acrecentando el elemento patriarcal de la unidad familiar. Además, la exogamia es una norma fundamental, prohibiéndose casarse o mantener relaciones sexuales con cualquier miembro del clan: un proverbio fang dice «nadie puede mojarse en la lluvia de su propio poblado, sino en la del ajeno». Los hijos nacidos de la unión formaran parte del ayong del marido, siendo las mujeres las que se deben desplazar al hogar del esposo. El factor a tener en cuenta es la costumbre migratoria de los fangs, lo que produce que se distancien poblaciones, incluso se abandonen, formando nuevos núcleos clánicos.
Con respecto al matrimonio, a los jóvenes fangs se les prepara desde la adolescencia, con clara diferenciación entre las chicas y los chicos: mientras a las primeras (durante los 9-10 años, incluso antes) se les enseñan las labores domésticas y cómo comportarse ante el futuro marido, al segundo (entre los 10-15 años de edad) se le revelan los secretos y asuntos del clan, teniendo que demostrar su madurez y valor. A la hora de los respectivos padres aceptar el matrimonio, deben comprobar las buenas costumbres de la otra familia.

## Los primeros contactos con los europeos y su influencia
Desde el comienzo de la Modernidad hasta la carrera imperialista y las posteriores descolonizaciones en el siglo XX, la etnia bubi ha estado en constante contacto con los europeos, percibiendo influencias y novedosas transformaciones que alteraron su singular realidad mediante la introducción de elementos foráneos, ya sea las manufacturas obtenidas a través de los intercambios o los procesos de evangelización propagados por los misioneros. Todo ello ha ido formando su actual situación, que al fin y al cabo es un conglomerado de persistencias tradicionales africanas y nuevos componentes de cuño europeo.
En lo referente a los fangs, durante estos siglos no les afectó decisivamente las relaciones con los europeos pues se asentaron en el actual territorio de Guinea Ecuatorial muy tardíamente, ocupando las regiones del interior. Será a partir de la carrera imperialista de fines del siglo XIX cuando realmente establezcan fuertes contactos directos con las potencias occidentales, particularmente con España.

### La circunnavegación portuguesa y el descubrimiento del golfo de Guinea

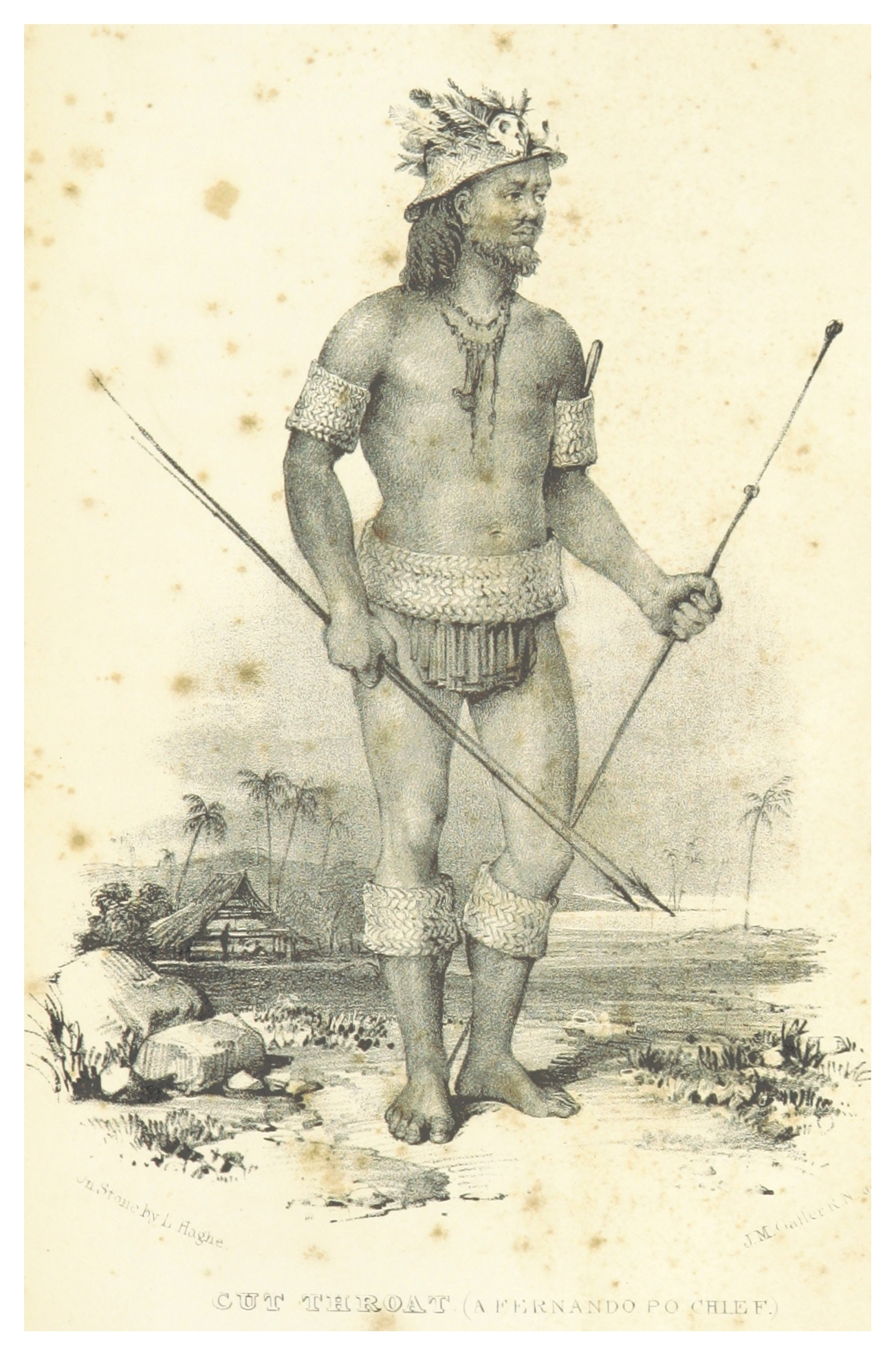
Ilustración de Holman sobre un bubi (1840)

Con los avances en las técnicas y conocimientos de navegación y el inicio de la época de los descubrimientos en el siglo XV-XVI, los reinos de la península ibérica, fundamentalmente Portugal, se encargaron de protagonizar toda una serie de expediciones hacia lugares desconocidos con el objetivo de encontrar riquezas materiales (metales preciosos y las codiciadas especias), evangelizar y buscar mano de obra esclava. En este contexto, el hidalgo portugués Fernão do Po llegaría hasta el golfo de Biafra y descubriría en 1471 una isla a la que bautizaría con el nombre de Formosa, dado su verdor y belleza. Sin embargo, las crónicas demuestran que en esta primera expedición no establecieron contacto directo con los bubis pues los europeos no se atrevían a desembarcar y describían a los nativos como “muchos y muy salvajes”. Este descubrimiento ante los ojos de Europa dio la posibilidad de que otras potencias interesadas en el lucrativo negocio de la trata esclavista acudieran a la región en busca de la humana mercancía, quedando esto patente gracias al Tratado de Alcaçovas-Toledo de 1479, firmado por el rey Alfonso V de Portugal y los Reyes Católicos, donde el monarca luso exige que dejen de acudir navíos españoles a las costas de Guinea y Fernando Poo (ya la isla era conocida por el nombre de su descubridor). De esta manera, los territorios de la actual Guinea Ecuatorial quedaban plenamente integrados en el comercio atlántico que se estaba fraguando y alcanzaría su auge en los siglos modernos con el comercio triangular.
En 1493, Juan II de Portugal incorporaría nominalmente las islas del golfo de Guinea a sus dominios y le concedería al explorador Álvaro Caminha el fuero de Gobernador de São Tomé, entrando dentro de su jurisdicción la isla de Fernando Poo. El rey portugués intentó poblar la isla con los jóvenes sefardíes que habían sido expulsados de España y se habían refugiado en Portugal, pero dicha empresa fue a todas luces un fracaso.
Los intentos de conquistar la isla e instalar factorías de esclavos fracasan. El comerciante portugués Luis Ramos de Esquivel volvería a intentar realizar nuevas incursiones sobre la isla con el objetivo de construir una factoría y algunas plantaciones de caña de azúcar en 1507 en un lugar cercano a la costa (actual Riaba), pero no tuvo éxito y a los pocos años tuvo que abandonar el proyecto a consecuencia de las infecciosas enfermedades y los enfrentamientos con las comunidades bubis que atacaban a los trabajadores del ingenio azucarero.
A lo largo de todo el siglo XVI, descendió violentamente la población bubi a consecuencia de tres importantes factores: las embarcaciones europeas frecuentaban constantemente la zona para hacer razias en la costa, lo que hacía disminuir la población a causa de las cazas de esclavos; lo anterior hacía que los europeos y los bubis estuvieran en contacto, transmitiéndose enfermedades mutuamente que afectaban sobremanera a la población insular; las dos situaciones anteriores hicieron que las comunidades bubis cambiaran sus formas de vida, se alejaran de las costas y abandonaran una de las principales fuentes de su sustento como era la pesca, alterando bruscamente su realidad.
En el año 1641, aprovechando la debilidad de Portugal y el abandono en el que se hallaba la isla, ya que el reino luso estaba librando su guerra de independencia de la Monarquía Hispánica, la Compañía Holandesa de las Indias Orientales se apoderó de Fernando Poo con intenciones de crear una factoría esclavista que le permitiera agrupar todos los negros capturados de la región del Golfo. La reacción de los isleños fue huir y refugiarse en las zonas más inaccesibles del interior de la isla para evitar ser capturados dado que no podían hacer frente a las armas de fuego. No obstante, en 1648 los portugueses expulsarían a los holandeses y recuperarían la isla.
En 1642, el cosmógrafo António de Maris Carneiro en su obra El Roteiro de Navegaçao avisa que no es seguro arribar en Fernando Poo porque sus nativos son “gentes de guerra” que no acogen de buen gusto a los navegantes extranjeros; además, relata que, a pesar de ser una isla muy poblada, esas gentes no venden esclavos (los bubis), pero que, si se acude a la costa continental, a Tierra Firme, puede comprarse un hombre por ocho brazales de cobre.
Todas las frustradas conquistas anteriores, los ataques bubis a los europeos y las enfermedades contraídas configuró la leyenda de que Fernando Poo era un “cementerio de blancos”, por lo que hasta mediados del siglo XVIII no se volvió a poner mayores atenciones en la ínsula. Los informes que redactaba el Gobernador de São Tomé y enviaba a Lisboa son muy representativos de toda esta situación, desaconsejándose que se visitara la isla.
En lo que respecta al área continental de Guinea Ecuatorial, los europeos acudían sin mayores problemas para emprender razias esclavistas y comerciar con los pueblos costeros, sin ningún objetivo en el interior del territorio.

### Reparto del territorio entre los reinos ibéricos

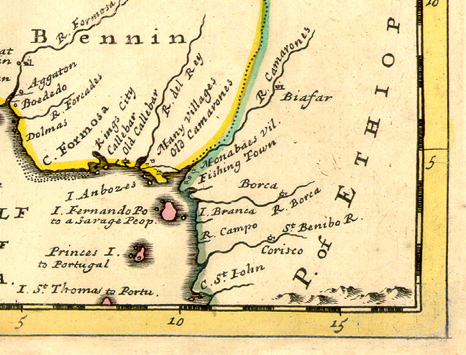
Mapa del Golfo de Guinea de 1729 (Camerún y Nigeria).

España buscaba un enclave africano que le permitiera conseguir los esclavos demandados por sus colonias americanas. Antes de los acuerdos diplomáticos, en 1772, se le encomendó al Capitán Vicente Gómez Ferreira una pormenorizada descripción del potencial económico que poseía Fernando Poo. Con la firma del Tratado de San Ildefonso (1777) y su concreción de detalles en el Tratado del Pardo (1778), Portugal cedía a España las islas de Fernando Poo y Annobón, además de la licencia para poder comercial libremente con la costa del golfo de Biafra. A cambio, Portugal recibía unos territorios fronterizos entre Brasil y Uruguay. De esta forma, España consiguió una posesión en el África negra, algo de lo que hasta el momento carecía.
Fernando Poo le otorgaba un relevante valor estratégico a España como lugar de paso tanto en su ruta hacia América como hacia el África austral. A esta razón, se enviaría una expedición desde Montevideo a Fernando Poo en 1778 a cargo del conde de Argelejo, que moriría al poco tiempo de llegar al golfo de Guinea. Aunque la empresa naval lograría mantener la presencia española en la isla hasta 1783, se puede considerar un fracaso puesto que no fue capaz de superar las terribles adversidades (enfermedades, incomunicación con la metrópoli, desabastecimiento, muchas muertes y frecuentes enfrentamientos con los bubis que no tardaron en contratacar). Finalmente, España estableció una gobernación para Fernando Poo y Annobón, pero no tendría más pretensiones en la región hasta que no comenzó la carrera imperialista con la Conferencia de Berlín (1884-1885).

### El interés inglés: la trata esclavista
A pesar de que la propiedad de esos territorios era de España, era una posesión más iure que de facto pues no existían unas sólidas intenciones sobre Guinea ni sus islas. Aprovechando la ausencia de una firme autoridad en la zona, la talasocracia inglesa se interesó en esos emplazamientos estratégicos como puntos de control de la Trata Atlántica, instalándose una especie de colonia informal británica en la región. Inicialmente, su objetivo fundamental era dominar uno de los lugares principales por donde transitaba el comercio de esclavos puesto que los ingleses eran los más activos en el negocio negrero, además de disponer de un lugar desde donde acceder a las materias primas que necesitaba la floreciente industria británica. Pero luego, tras las leyes abolicionistas del comercio de esclavos, se encargaron de vigilar con la finalidad de que no se buscaran esclavos en esa costa africana, siendo Fernando Poo uno de los baluartes preferentes para esta misión.

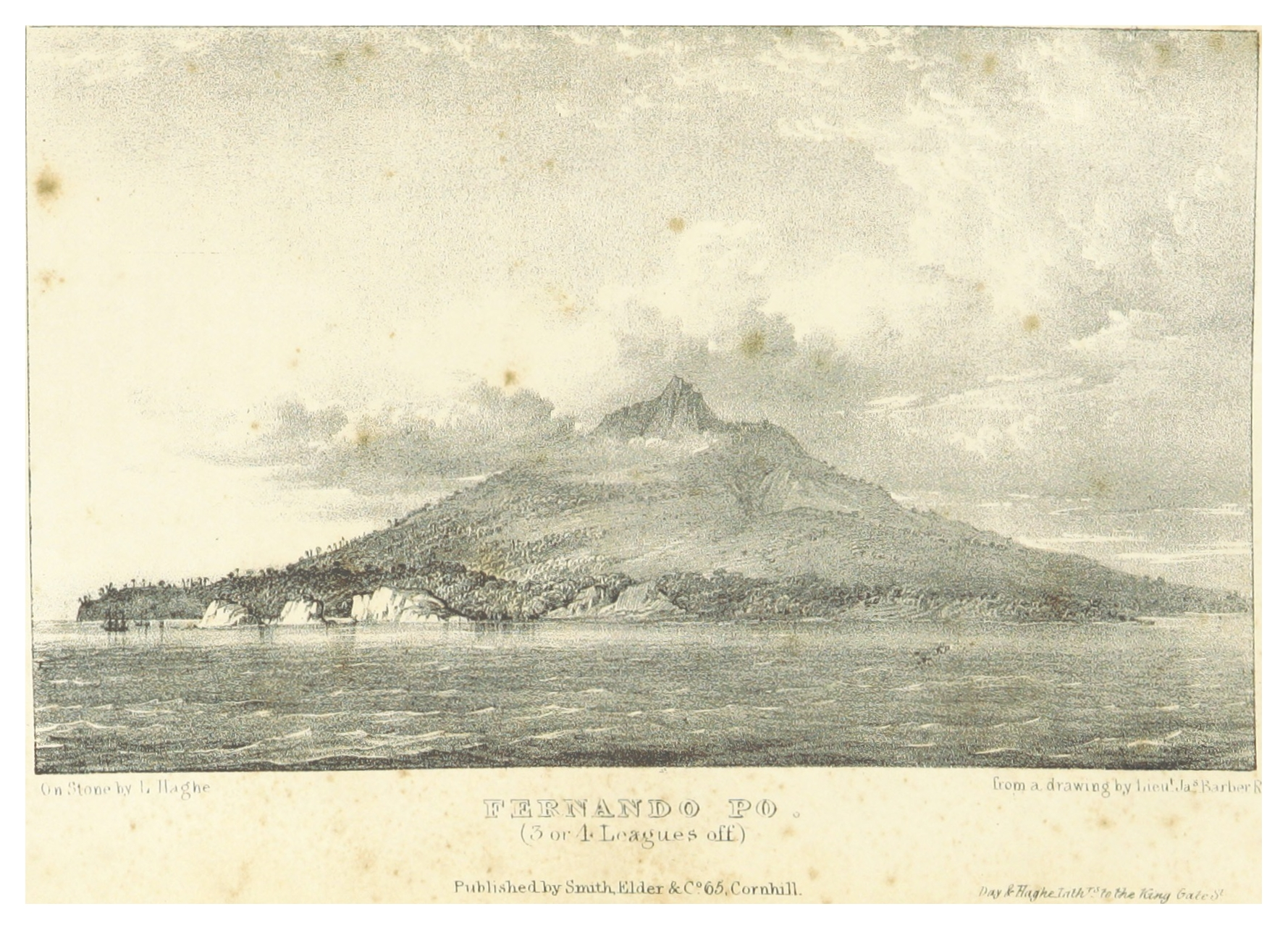
Ilustración de Holman sobre la isla de Fernando Poo (1840)

El desinterés de España se ponía de manifiesto pues el primer gobernador nombrado para esas islas fue un inglés, seguido de un holandés, sin más sentido que mantener la bandera española como señal de que se trataban de unas islas ocupadas. A comienzos de la centuria decimonónica, acudieron a Fernando Poo varias expediciones inglesas y establecieron contactos con la población nativa, con quienes comerciaron para ganarse su confianza, sin demasiada fortuna. Entre 1783 y 1817 se llevaron a cabo varias exploraciones dirigidas por el Comodoro de la Real Marina Británica, Sir Bullen, con la excusa de trasladar el Tribunal Mixto para la persecución de la trata de esclavos de Sierra Leona a Fernando Poo. También, se sucedieron las visitas de oficiales ingleses como el Capitán de fragata Lawson (1783 y 1813) y Sir Robertson (1819). El valor de la isla para los británicos era triple: por su cercanía al rico territorio del Níger, por su situación geográfica intermedia que le permitía abastecerse en sus rutas entre América y el África subsahariana, y por ser un adecuado lugar de control para la represión del tráfico esclavo. Entre el gobierno de Madrid y el de Londres se firmaron dos tratados, en 1817, por la instancia de Lord Castleregh a las Cortes españolas, y otro posterior en 1835, con el objetivo de censurar la trata atlántica, aunque los españoles no los acatarían en ningún caso, continuando con las capturas de negros.
Sin permiso del gobierno español, en 1827 el capitán Richard Owen fundó la ciudad de Clarence, llamada posteriormente Santa Isabel, y en la actualidad Malabo (capital de Guinea Ecuatorial), lugar donde se concentraba la colonia blanca que no se atrevía a adentrarse en el país de los bubis. Durante este periodo, los bubis se vieron forzados a dejar atrás su espléndido aislamiento pues debieron acostumbrarse a la cotidiana presencia blanca y a los negros traídos por las embarcaciones esclavistas que zarpaban desde la Costa de Oro y Liberia, intersectadas por los ingleses y obligadas a desembarcar en Fernando Poo. Además, en torno a 1825, los británicos llevaron a la isla a antiguos esclavos liberados, los llamados fernandinos, que se erigieron como una exclusiva élite propietaria de grandes parcelas. Se constituía así un conglomerado de razas y etnias que nunca antes se había experimentado en la isla.
Los ingleses realizaron varias ofertas al gobierno español para comprar las islas, llegando a una cantidad máxima de 60.000 libras esterlinas en 1841, pero la inestabilidad durante la regencia del General Espartero impidió que se efectuara dicha transacción. Así, con la expedición de Juan José de Lerena en 1843 se finiquitó el dominio británico y se pudo mantener estable la presencia española en Guinea Ecuatorial.

## Reacción frente al dominio español y confrontación entre bubis y fangs

### Inicio de la presencia española, la acción colonial economía de la explotación
En 1843, ante la ambición mostrada por otras potencias europeas sobre la posesión de ese territorio, el gobierno de España envió al capitán J. Lerena haciendo efectiva la tenencia de la isla de Fernando Poo y de las otras islas que pertenecen a España, cambia y españoliza el nombre de la ciudad de Port Clarence por el de Santa Isabel. En 1844, los españoles se establecieron en la parte continental de sus posesiones en la zona que posteriormente sería la provincia de Río Muni, sellando pactos con los jefes de las tribus de ese territorio, tal y como habían hecho con los jefes tribales de las islas.

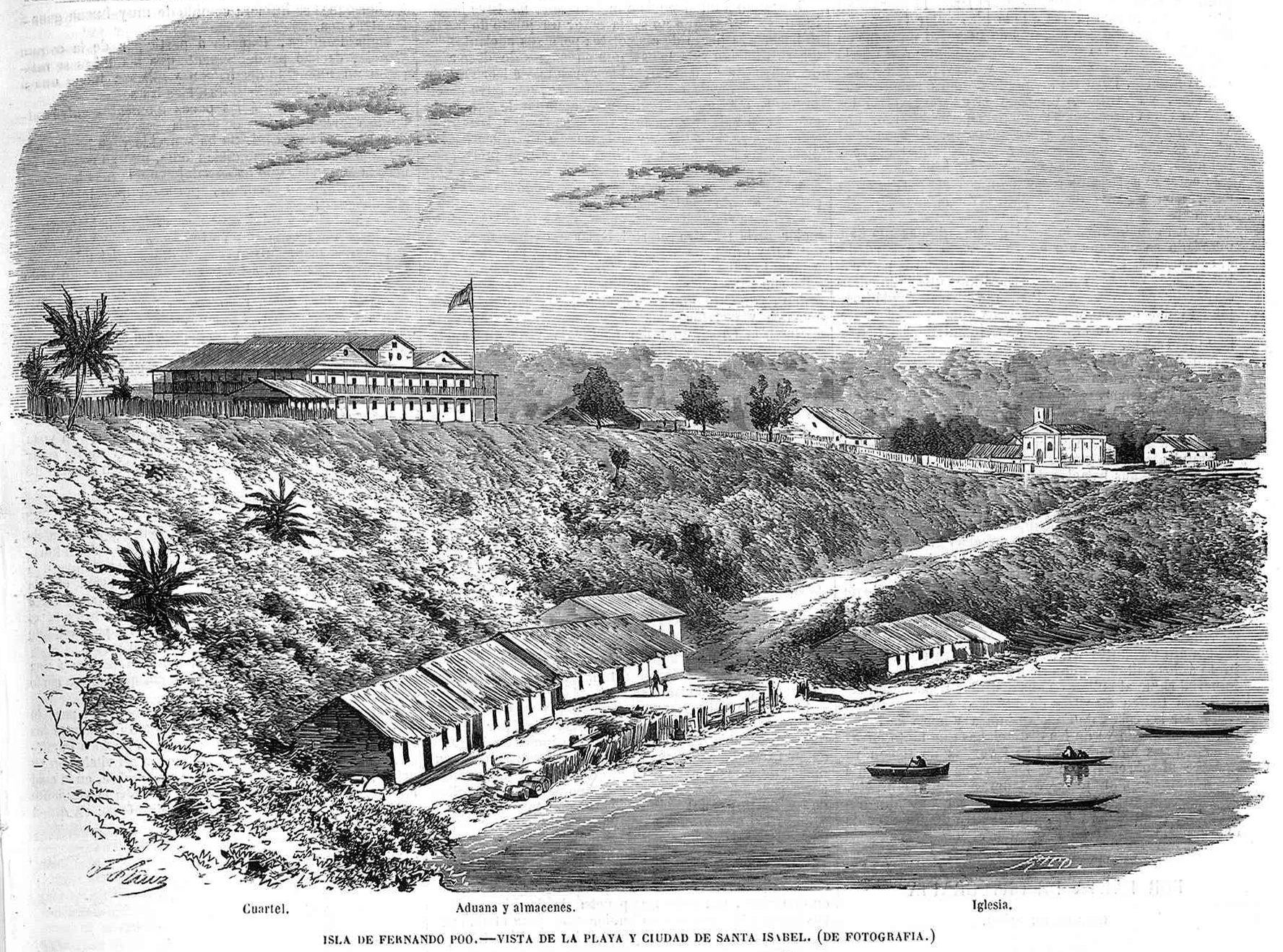
Isla de Fernando Poo – Grabado de la playa y ciudad de Santa Isabel

En 1858, Carlos Chacón fue nombrado el primer Gobernado español de la isla de Fernando Poo, que entre las primeras medidas que tomó fue la de obligar a abandonar el territorio a los hacendados ingleses, expulsó a los misioneros metodistas, que fueron sustituidos por los jesuitas, y dio carta de naturaleza a los bubis (aborígenes de la isla). Su proyecto de colonización consistía en crear una colonia de poblamiento y no de compañías. En la metrópoli se comenzó a legislar y por medio del conocido como Estatuto de O´Donnell, este estatuto fue la primera legislación de la isla y, donde el gobierno estableció la gratuidad de las tierras para los peninsulares, favoreciendo así su colonización, además, el nuevo orden colonial recaía en las fuerzas militares marítimas y terrestres, y en la misión jesuítica. De este modo religiosos y militares serían los nuevos dominadores de la colonia. José de la Gándara sustituyó al Gobernador Chacón en 1859, entre sus logros: “aparte de «pacificar» la isla, se puede calcular en no menos de 20.000 los bubis muertos en estos primeros años (NDONGO, 2019: 55-56).”
Hasta 1875, con la llegada de Manuel de Iradier (explorador vasco) y su expedición hacia el interior de la región Ecuatorial, no se había podido vencer la resistencia opuesta por la etnia fang, Iradier, como otros expedicionarios, piensa que los fangs entre sus rituales practican la antropofagia, los define como aguerridos guerreros y, descubre que esas etnias del interior practican una religión de carácter animista. A finales del XIX, se puede considerar que la parte continental de la colonia está ya prácticamente dominada, aunque no se puebe hablar de pleno dominio hasta 1927. Entre la llegada del gobernador C. Chacón en 1858, y hasta comienzo del siglo XX, fueron veintidós militares los que ocuparon el cargo de gobernador de la colonia. La estancia media de los gobernadores en Fernando Poo solía ser de unos veinticuatro meses. sometida y regulada por los gobernantes españoles.

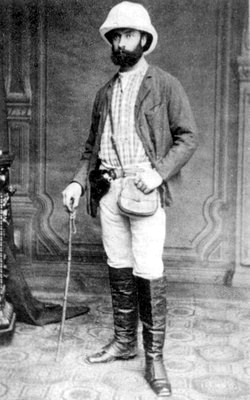
Manuel Iradier

Hasta 1898, los disímiles gobiernos españoles no habían demostrado demasiado interés por sus territorios en Guinea, tras la pérdida de las colonias españolas del Pacífico y del Caribe, el interés por su colonia en África ecuatorial se acrecentó. La ocupación de Río Muni se demoró por la falta de recursos y por el contencioso que mantenía con Francia por una disputa territorial. Una vez que se solucionó el problema de los límites territoriales con Francia, la colonia pasaría a denominarse Guinea Española. Los principales periodos de desarrollo de la función colonizadora se dieron bajo las dictaduras de Primo de Rivera (1923-1930) y Franco (1936-1968), estos dictadores anteponían el orden sobre la libertad, comenzando por la metrópoli, con su autoritarismo se reforzó en la colonia la figura del gobernador. El sistema colonial español de la época de los dos dictadores mostraba un escaso respeto la diversidad cultural, lingüística y étnica de las poblaciones locales. La dominación colonial durante el franquismo llevó aparejado un adoctrinamiento ideológico nacionalista y católico (DE CASTRO, 2013: 21).
La presencia de administradores y colonos en la isla de Fernando Poo fue muy importante y temprana, en contraste con la parte continental que fue más reducida y tardía, en 1927. En la isla desde 1880 los fernandinos y otros colonos comenzaron a dejar a un lado el comercio del aceite de palma, y emprendieron la tarea de deslindar terrenos y crear plantaciones para el monocultivo del cacao. Posteriormente se instalarían colonos y compañías españolas que aumentaron las hectáreas de las plantaciones dedicadas al cacao, arrinconando a la pequeña burguesía local, a la postre la isla se transformaría en una colonia de monocultivo que producía para un mercado protegido en España. En la colonización que se llevó a cabo intervinieron diferentes factores: los colonos y comerciantes que erigirán factorías comerciales, y los finqueros con sus plantaciones de monocultivos dedicados al café, cacao o plátanos, además, se explotaran ortos recursos como la madera, todos estos productos fueron exportados hacia la metrópoli. Otro importante factor fue el constituido por los misioneros, las misiones claretianas que llegaron a Fernando Poo en 1883 fueron uno de los pilares sobre los que se basó la colonización, intentando hacer productivos a los indígenas por medio de la evangelización y la transmisión de la cultura española, y por último los otros factores serían el administrativo y el militar y el indígena
Para poder controlar y administrar a la población indígena en 1904 se crea el Patronato de Indígenas que conformaría la columna vertebral del proyecto. En su artículo III decía: “desarrollar la cultura, el sentido moral y el bienestar de los autóctonos y reforzar su adhesión a España”. Los indígenas también podían obtener por medio del patronato su carta de emancipación siempre y cuando demostrasen su capacidad de regir sus personas y bienes. Sus funciones serán la gestión de la fuerza de trabajo en la colonia: el Patronato reclutará la fuerza de trabajo tanto para los servicios oficiales como particulares; será un organismo mediador entre los patronos y los indígenas y braceros (krumanes). El patronato se financiaba por medio de los mismos trabajadores: con la venta de las cartillas-contratos a los trabajadores él cobro a los braceros por la estancia en los barracones junto a los campos de trabajo, el importe de los derechos de los pasaportes de liberianos y nigerianos al terminar sus contratos, etc. A partir de 1928 se podía confiscar cualquier propiedad de las familias guineanas bajo la justificación de que no sabían gestionarlas. En 1938, con la colonia en manos franquistas, se crea un nuevo estatuto para el patronato, en el que se define a esa institución como: de carácter público con personalidad propia y capacidad para adquirir, poseer y enajenar bienes de todas clases, encargada de coadyuvar a la acción colonizadora del Estado, procurando el fomento, desarrollo, y defensa de los intereses morales y materiales de los indígenas que no puedan valerse por sí mismo (DE CASTRO, 2013: 27).

### Génesis de las relaciones interétnicas: historia de un enfrentamiento
Con la llegada de los colonizadores la población bubi de la isla de Bioko se vio desplazada debido al progresivo aumento del tamaño de las plantaciones que se dedicaron al monocultivo del cacao. La población bubi se resistió a formar parte de la mano de obra que se empleaba en las plantaciones, por lo cual quedaron reducidos en pequeñas parcelas donde se dedicaron primero al cultivo del ñames (este tubérculo era la base de su dieta), posteriormente cultivarían cacao forma de no tener que trabajar en las plantaciones de los colonizadores dedicadas a este cultivo, aunque la base de su economía era la extracción del aceite de palma, con la cual, desde épocas pasadas se dedicaron a comerciar, La sociedad bubi se mantuvo alejada de los colonizadores, manteniendo sus costumbres sociales. Se sabe que hacia 1870 eligieron por medio de un consejo de notables a un jefe supremo, el rey Moka, que fue el mediador en los conflictos interétnicos, la sociedad bubi mantuvo de esta forma su autonomía política hasta comienzos del siglo XX, cuando se hizo más patente el control de los gobernadores y colonos, y se obligó a la población bubi a participar en los trabajos públicos y en la recogida de cacao de las plantaciones, contraviniendo un pacto colonial de 1906, el Reglamento de Trabajo Indígena, que exoneraba a los bubis de la obligación de trabajar que afectaba a otras categorías de isleños (CAMPO, 2018: 6).

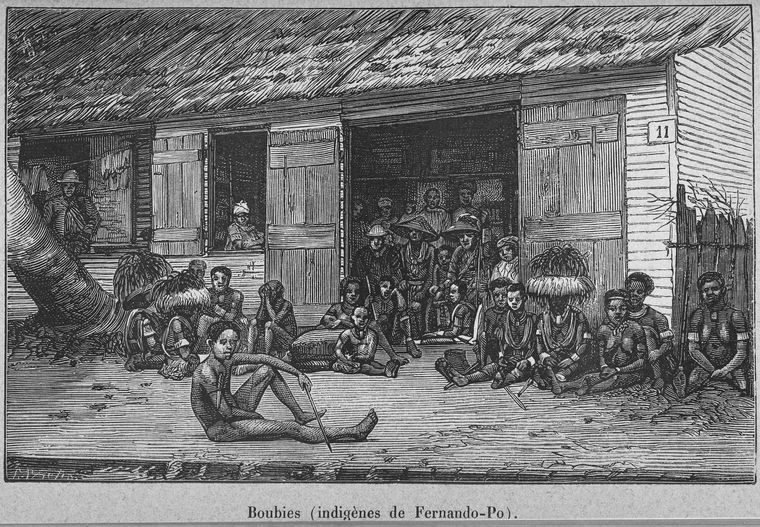
Comunidad bubi en 1875

Mientras los colonizadores integraron al régimen colonial a los nativos del territorio continental, creando jefaturas en sociedades donde no existían, esto ocurrió con los fangs, donde se estableció una política de atracción, basada en establecer pactos con los líderes locales fang. De esta etnia decía el gobernador Ángel Barrera: “son como niños, y que tratándolos con cariño se hace de ellos lo que se quiere” (DE CASTRO, 2013: 91). En la Guinea colonial española se aplicó una política de poder en las comunidades fang que estimuló rivalidades entre las distintas poblaciones y entre las propias tribus. Los jefes de las tribus fangs eran nombrados por las autoridades coloniales, sin respetar la manera tradicional de elección de jefe de poblado que existía en esas etnias. Los nuevos jefes fueron entendidos como colaboracionistas del colonialismo.  La colonización siempre empleó el dar privilegios a unas comunidades frente a otras, fomentando las diferencias. Así se instauró en las primeras décadas del siglo XX en la zona continental el sistema de captación de líderes indígenas que actuarían al servicio del sistema colonial. La jerarquía en las comunidades fangs quedaba representada por un jefe de poblado que recibía un diploma, una placa y una bandera española, aparte estos ejercían como informantes de las autoridades españolas, consiguiendo así una destacada posición social y autoridad sobre sus semejantes. El sistema tradicional fang desapareció y se creó una jerarquía antes inexistente (DE CASTRO, 2013: 91).
Con la creación en 1908 de la Guardia Colonial las diferencias entre las disímiles etnias se acentuaron. Los colonizadores encontraron en los fangs unos valerosos guerreros formando la parte mayoritaria de esta guardia, donde los fangs no tenían competencia, y donde muestran cualidades de disciplina y servicio muy apreciables, siendo muy apreciados por los oficiales españoles. La etapa colonial supuso para los guineanos la desigualdad entre blancos y negros, pero también entre negros y negros. En este contexto surgió un proceso de aculturación entre un grupo limitado de indígenas, los negros emancipados, que fueron utilizados como la correa de transmisión entre la administración colonial y las poblaciones nativas, aunque esta elite formada en las escuelas coloniales sufriría el rechazo de la población blanca, y al mismo tiempo que recogían el sentimiento de pueblo. Las grandes diferencias entre las etnias bubis y fangs se recrudecerían en los años posteriores, tras el golpe de Estado llevado a cabo por un miembro de la etnia fang, Francisco Macías (NDONGO, 2019: 203).

### Formación de un nacionalismo autóctono
Las primeras reivindicaciones de independencia son las que a mediados de la década de los cincuenta llevan a cabo el fernandino Ropo Uri y el activista fang Acacio Mañé, en una reunión mantenida por ambos decidieron formar la organización Cruzada de Liberación de la que fue líder Acacio Mañé que decía que su cometido era el “concienciar al pueblo sobre los abusos de los europeos y presentar una resistencia cada vez más fuerte contra el poder colonial”. Unos años después se unió al grupo Atanasio Ndongo Miyone que propuso cambiar el nombre de la organización, que en adelante pasó a llamarse Movimiento Nacional de Liberación de Guinea Ecuatorial, MONALIGE, Ndongo comenzó a realizar una brillante labor dentro del movimiento, fue perseguido por las autoridades coloniales, teniendo que huir a Gabón (NDONGO, 2019: 93).
La propaganda colonialista incrementó su política de separación de las etnias, por ejemplo, decía a las etnias que los nacionalistas fang estaban organizando un imperio fang, donde el resto de las etnias no tendrían cabida, y por el contrario a los fang les decían que: los bubis eran más listos, trabajadores, inteligentes y, por tanto, ricos. La actividad política estaba prohibida por el gobierno español, pero, aun así, el mensaje nacionalista fue germinando en el pueblo guineano. Los líderes nacionalistas empezaron a dar mítines por los poblados, huyendo a la selva para eludir la acción de la Guardia Colonial, que a su vez no dudaba en encarcelar, torturar y deportar a los seguidores de los nacionalistas, con estas medidas represivas el gobierno español consiguió el efecto contrario al deseado, pues a la brutal represión los guineanos contestaron uniéndose cada vez más a la causa nacionalista. En 1958 Acacio Mañé, que nunca quiso exiliarse a pesar de ser perseguido, fue detenido por la Guardia Colonial, se dice que fue asesinado y que su cuerpo fue arrojado al mar.

## Llegada a la independencia (1968) y los nuevos movimientos político-sociales

### Constitución de las nuevas estructuras estatales
Las presiones externas adquirieron un relevante papel en la estrategia y cambios de las políticas de Guinea. El nacionalismo guineano fue creciendo, teniendo contacto con otros nacionalismos vecinos que también reivindicaban y se expresaban en los mismos términos independentistas. En diferentes organizaciones internacionales comenzó a crecer una campaña anticolonial, entre esas organizaciones se encontraba la Organización de las Naciones Unidas (ONU) que sirvió de escaparate privilegiado a los independentistas guineanos. Las presiones internas que fueron creciendo tras el asesinato de Acacio Mañé, y la firme campaña internacional de los independentistas guineanos en la ONU, terminaron obligando a España a tomar una resolución sobre sus posesiones africanas (NDONGO, 2019: 93).
En julio de 1959 se hizo efectiva la ley por la que la colonia española se integró en la estructura territorial española como provincias. El territorio de la colonia se dividió en dos provincias con los nombres de Fernando Poo y Río Muni, igualándose jurídicamente al resto de las provincias españolas, ante esta nueva situación se derogaron las leyes referidas a la emancipación, a las prestaciones y derechos de los habitantes nativos, que pasaron a ser jurídicamente iguales a los demás españoles.
En agosto de 1962 se celebraron elecciones para ocupar los cargos de alcaldes y concejales propuestos por la administración colonial, entre los que fueron propuestos para ser elegidos alcaldes se encontraba el auxiliar administrativo e intérprete de los Tribunales, Francisco Macías Nguema. Los cambios realizados dentro de la administración y la política guineana no fueron suficientes, ya que siguieron existiendo instituciones coloniales. La élite guineana entendió la provincialización como una artimaña de España para amoldarse al nuevo contexto internacional, sin tener que renunciar a su dominio sobre la colonia, ya que el trato que se dispensó a la población negra seguía en la práctica siendo el mismo que en la etapa colonial. A comienzo de los años sesenta la única resistencia con garantía de éxito era la que obligaba el fin del dominio colonial a través del proceso de independencia y la creación de un nuevo estado soberano reconocido e integrado en el sistema internacional.
En 1962 nació una nueva formación anticolonialista, Idea Popular de Guinea Ecuatorial (IPGE), fundada por exiliados políticos en Camerún y financiada en parte por el gobierno de ese país. Los líderes de esta nueva organización colaborarían con el líder en el exilio de MONALIGE, Atanasio Ndongo Miyone, en la confección de un dosier que fue expuesto en la ONU ese mismo año. Mientras en las Cortes de España se debatía sobre la idoneidad de la presencia española en las provincias africanas, Luis Carrero Blanco firme defensor de continuar ocupando ese territorio argumentaba la necesidad de esa presencia, por mor de la filiación comunista de los miembros de los partidos guineanos independentistas, además según él, España nunca había explotado a los naturales de la región ecuatorial. En Río Muni y Fernando Poo no existe ninguna injusticia que corregir, y mucho menos ninguna reivindicación que ejercer. Mientras en España los partidarios de seguir ocupando esos territorios conectaron con varios nacionalistas nativos, con el propósito de formar un nuevo movimiento político que hiciera oposición al IPGE y MONALIGE y fuera el defensor del deseo de España de continuar en esas provincias. Para tal fin contactaron con Bonifacio Ondó Edu que no tuvo inconveniente en colaborar con las autoridades españolas, creando el partido denominado Movimiento de Unión Nacional de Guinea Ecuatorial (MUNGE), llevarían a cabo actividades destinadas a concienciar a la población de los beneficios que suponía formar parte de la nación española (GARCÍA, 2010: 26).
Ante la presión de organismos internacionales, y los partidos políticos que abogaban por la independencia, el gobierno español realizó en 1963 un plebiscito en el que se preguntaba a los guineanos “¿Ratifica con su voto las Bases sobre el régimen autónomo de Guinea Ecuatorial? La mayoría votó a favor de la autonomía. El veinte de diciembre de ese mismo año Francisco Franco firmaba en el Palacio del Pardo la Ley de Bases del Gobierno Autónomo de Guinea Ecuatorial. Las provincias de Fernando Poo y Río Muni trasmutaron entonces en una única entidad que incluía dos nuevas instancias, la Asamblea General y el Consejo de Gobierno. Los cargos de estas dos instituciones fueron ocupados mayoritariamente por africanos. En esta nueva configuración político- administrativa Francisco Macías fue vicepresidente del Consejo de Gobierno y Consejero de Obras Públicas. Sin embargo, la autonomía no disipó los ideales independentistas, estos habían calado en la mayoría de la población. Aunque, la excepción a ese sentimiento fueron los fernandinos de Fernando Poo, que mostraron su disconformidad y defendieron la propuesta de integrar a la isla en el territorio del Estado español, manteniendo las relaciones políticas y económicas entre la isla de Fernando Poo y la metrópoli. Los partidarios de esta propuesta se aglutinaron en torno al movimiento Unión Bubi, que desde España era apoyado por Carrero Blanco. La idea de una independencia por separado comenzó a florecer con el apoyo de la Presidencia del Gobierno español, esta reclamación provocó el renacimiento de viejas enemistades tribales que ya habían sido olvidadas, que hacían referencia al salvajismo y al menor desarrollo de Río Muni, frente a la cultura y mayor nivel de vida de los habitantes de la isla. Aun así, la autonomía se consideró por parte de los partidos políticos y de la mayoría de la población como la etapa previa para conseguir la independencia.
En febrero de 1968, se suspendió la renovación del Régimen autónomo y se acordó la reanudación de la Conferencia Constitucional, la independencia ya parecía inalterable. Los partidos políticos guineanos contaron con distintos apoyos de los círculos políticos y de la prensa española. El MONALIGE liderado por A. Ndongo fue por una parte del Gobierno español tildado de extremista y subversivo, mientras el MUNGE de B. Ondó Edú contará con el beneplácito de la Presidencia del Gobierno y de la prensa institucional, y hay que añadir al IPGE que se estaba dividido entre los querían unirse al MUNGE, y los que preferían esa unión con el MONALIGE. En la Conferencia Constitucional se centró en elaborar una Ley electoral, en el traspaso de poderes y en redactar una Constitución de independencia, cosa que en esta conferencia no se lograría.
La división dentro del Gobierno español de cómo llevar a cabo esa independencia procuró que entrara en discordia un tercer elemento Francisco Macías, que fue propuesto por el asesor y abogado español Antonio García-Trevijano, según este: Macías reunía una serie de ventajas para poder ser “hecho” como líder en poco tiempo, hablaba bien en público, dominaba el fang, y tenía un marcado acento populista. Este personaje había pertenecido en diferentes etapas a los tres partidos, pero cuando el MONALIGE se perfilaba como posible solución a la independencia. De esa forma Macías se convirtió en el candidato perfecto para ganar las elecciones y en la máxima figura del anticolonialismo guineano (GARCÍA, 2010: 28).
Una vez aprobada en 1968 la Constitución tenía que ser refrendada mediante un referéndum, todos los partidos y sus líderes se posicionaron a favor de SÍ, en cambio Macías solicitaba a sus seguidores que votasen por el NO, no tenía opciones de que su propuesta ganara, pero si demostró ser capaz de arrastrar a un importante número de votantes, en este caso a un 35%, este dato demuestra la capacidad de Macías para atraer a los votantes guineanos.

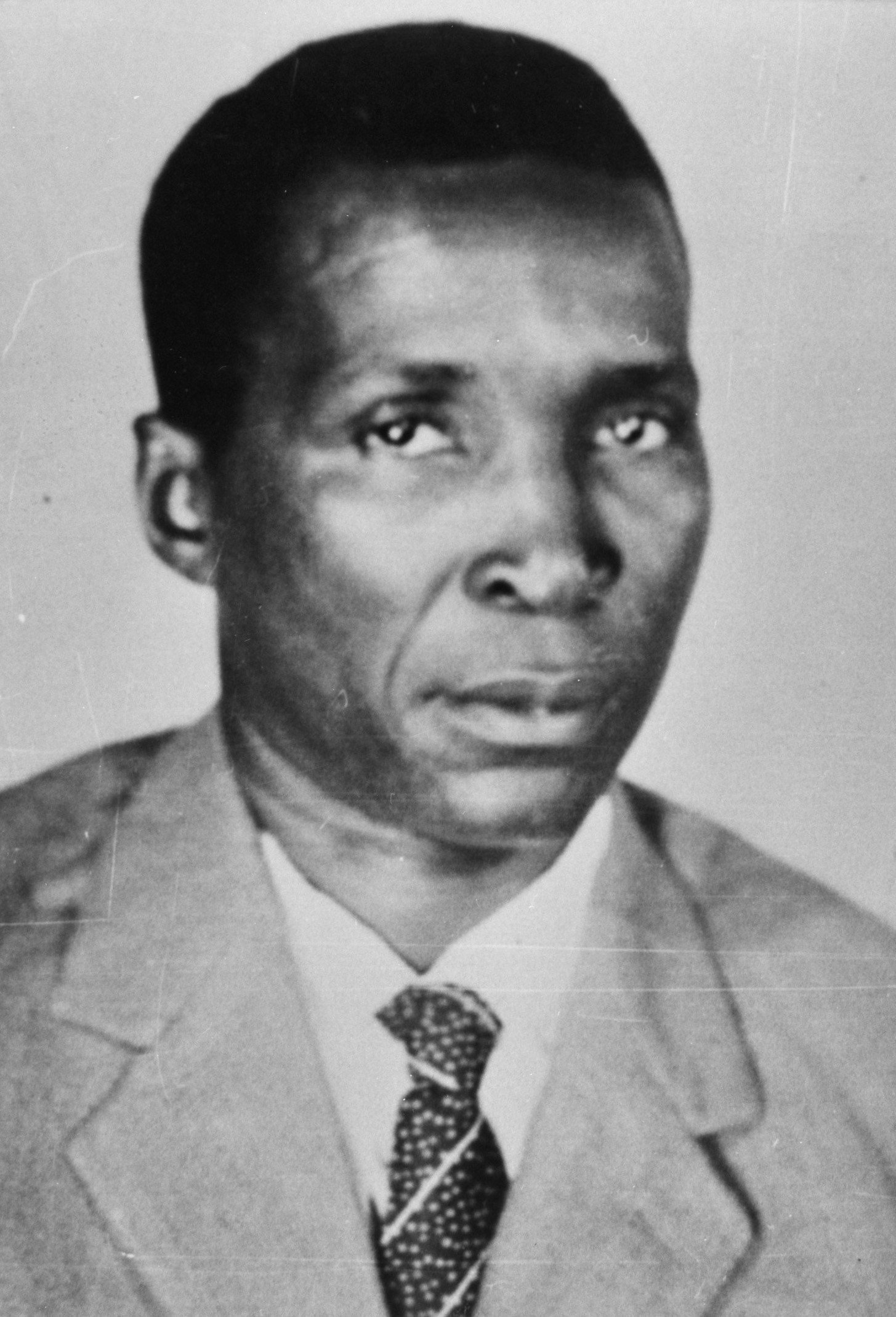
Francisco Macias Nguema

En las elecciones que se celebraron ese mismo año Macías se presentó coaligado con los tres partidos, conocidos como Grupo Macías, el mensaje del líder consistió en decir en cada pueblo lo que querían oír, con un talante sereno, otras veces apasionado, pero siempre siendo un gran actor y orador.
El 28 de septiembre Francisco Macías Nguema fue elegido primer presidente de la República de Guinea Ecuatorial. En Madrid, el Consejo de Ministros celebrado el nueve de octubre resolvió reconocer de modo oficial el resultado de las elecciones. Macías después de asumir la presidencia del nuevo gobierno comenzó a desvirtuar el sentido real del funcionamiento de su gobierno, después de hacer frente a un intento de golpe de Estado en marzo de 1969, intentona realizada por Atanasio Ndongo: Macías asumió todos los poderes políticos e intauró una férrea dictadura. Durante la dictadura de Macías comenzaba una época de terror, miseria y hambre en Guinea, donde sus adversarios políticos fueron torturados y asesinados, corriendo mejor suerte los que consiguieron exiliarse.

### Golpe de Estado fang e instauración del régimen dictatorial
El golpe de Estado de 1979 protagonizado por el sobrino de Macías, Teodoro Obiang Nguema que como su tío pertenecían a la etnia fang, contó con cierta simpatía española en un primer momento, ante las promesas de democratización del régimen y el hecho de restablecerse las relaciones con España. En 1975 Obiang había sido nombrado por Macías viceministro de Defensa, cargo que ocupaba cuando uno de sus hermanos fue mandado a ejecutar por Macías. Después de este hecho, lideró un golpe de Estado militar, y en agosto de 1979 se hizo con el poder gracias al apoyo del Consejo Supremo Militar. Tras la ejecución de su tío y de promulgar una amnistía política, fue nombrado presidente y jefe de gobierno de la República en octubre de 1979 continuando con la política personalista y autoritaria de su antecesor, convirtiéndose en un tirano igual que lo fue Macías. La represión ejercida sobre sus adversarios políticos, los amaños electorales y el despotismo con que ejercía su poder, y ante la presión internacional, le llevó en 1997 a aceptar públicamente que abriría nuevamente el diálogo con la oposición guineana, tras reconocer que se habían cometido fallos en las anteriores elecciones, para posteriormente continuar con su régimen de presión y dictadura condenando al pueblo a la miseria. Durante su mandato ha contado con el favor de los militares, se ha rodeado de su numerosa familia para gobernar, ostentando sus hijos y sobrinos casi todos los cargos ministeriales, así mismo en los cargos intermedios de su administración se favorece a gentes de su etnia fang, relegando a los trabajos más miseros a las otras etnias que conforman el país (OYONO NVE, 2015: 309).

### Movimiento por la Autodeterminación de la Isla de Bioko (MAIB)
El MAIB fue un movimiento político fundado en 1993. Cuando surgió, su objetivo fue la defensa de la etnia bubi y que se le reconociera autonomía. Este movimiento surgió del partido creado en la isla de Fernando Poo en 1967 Unión Bubi, argumentando que el pueblo bubi ha sufrido un trato discriminatorio por parte de los gobiernos de Macías y Obiang.

Bandera del pueblo bubi

Durante la dictadura de Macías casi todos los políticos y seguidores de la etnia bubi fueron perseguidos y asesinados, ante la mirada atónita y el silencio cómplice de algunas instituciones internacionales. La represión y persecución de este movimiento político no ha disminuido durante el mandato de Teodoro Obiang, siendo muy importante la cantidad de personas de etnia bubi que han tenido que huir por la represión a las que son sometidos.
Entre sus miembros más destacados figuran el catedrático de Filología Justo Bolekia, siendo su representante permanente en el exterior, y Weja Chicampo este político de etnia bubi regresó de su exilio en España a Guinea en 2003, después de que Obiang estableciera una nueva etapa de apertura política, pero en 2004 fue detenido y encarcelado sin juicio previo, tras las protestas de organizaciones como Amnistía Internacional en 2006 fue obligado por el gobierno guineano a abandonar nuevamente el país. Este movimiento ha sido ha sido reconocido por las instituciones internacionales más prestigiosas, presentando sus demandas ante organismos y foros internacionales, como por ejemplo la ONU.